# Nathaniel Currier
Nathaniel Currier (27 de março de 1813 – 20 de novembro de 1888) foi um litógrafo americano, diretor da companhia Currier and Ives junto com James Ives.

## Currier & Ives
Em 1835, Currier iniciou seu próprio negócio litográfico como uma empresa individual de mesmo nome. Ele inicialmente se envolveu em negócios litográficos padrão de impressão de partituras, papéis timbrados, folhetos, etc.
No entanto, ele logo levou seu trabalho para uma nova direção, criando imagens de eventos atuais. No final de 1835, ele publicou uma impressão ilustrando um incêndio recente em Nova York. Ruínas da Merchant's Exchange NY após a conflagração destrutiva de 16 e 17 de dezembro de 1835, foi publicado pelo New York Sun, apenas quatro dias após o incêndio, e foi um dos primeiros exemplos de notícias ilustradas. Em 1840, Currier começou a se afastar da impressão de trabalhos para a publicação de impressão independente. Naquele ano, o Sun publicou sua impressão Awful Conflagration of the Steam Boat 'Lexington' em Long Island Sound na segunda-feira, 13 de janeiro de 1840, pela qual melancolia ocorrência de mais de 100 pessoas pereceram, outra documentação de um evento noticioso, três dias após o desastre; a impressão vendeu milhares de cópias.
Em 1850, James Ives veio trabalhar para a firma de Currier como guarda-livros. As habilidades de Ives como empresário e comerciante contribuíram significativamente para o crescimento da empresa; em 1857 tornou-se sócio pleno, e a empresa ficou conhecida como Currier & Ives.
Currier & Ives são mais conhecidos como criadores de gravuras de arte popular, como cenas de Natal, paisagens ou representações da sofisticação urbana vitoriana; no entanto, a empresa também produziu caricaturas e banners políticos, cenas históricas significativas e outras ilustrações de eventos atuais. Ao longo das décadas, a empresa criou cerca de 7 500 imagens.
Currier se aposentou de sua empresa em 1880 e passou o negócio para seu filho Edward.

## Galeria

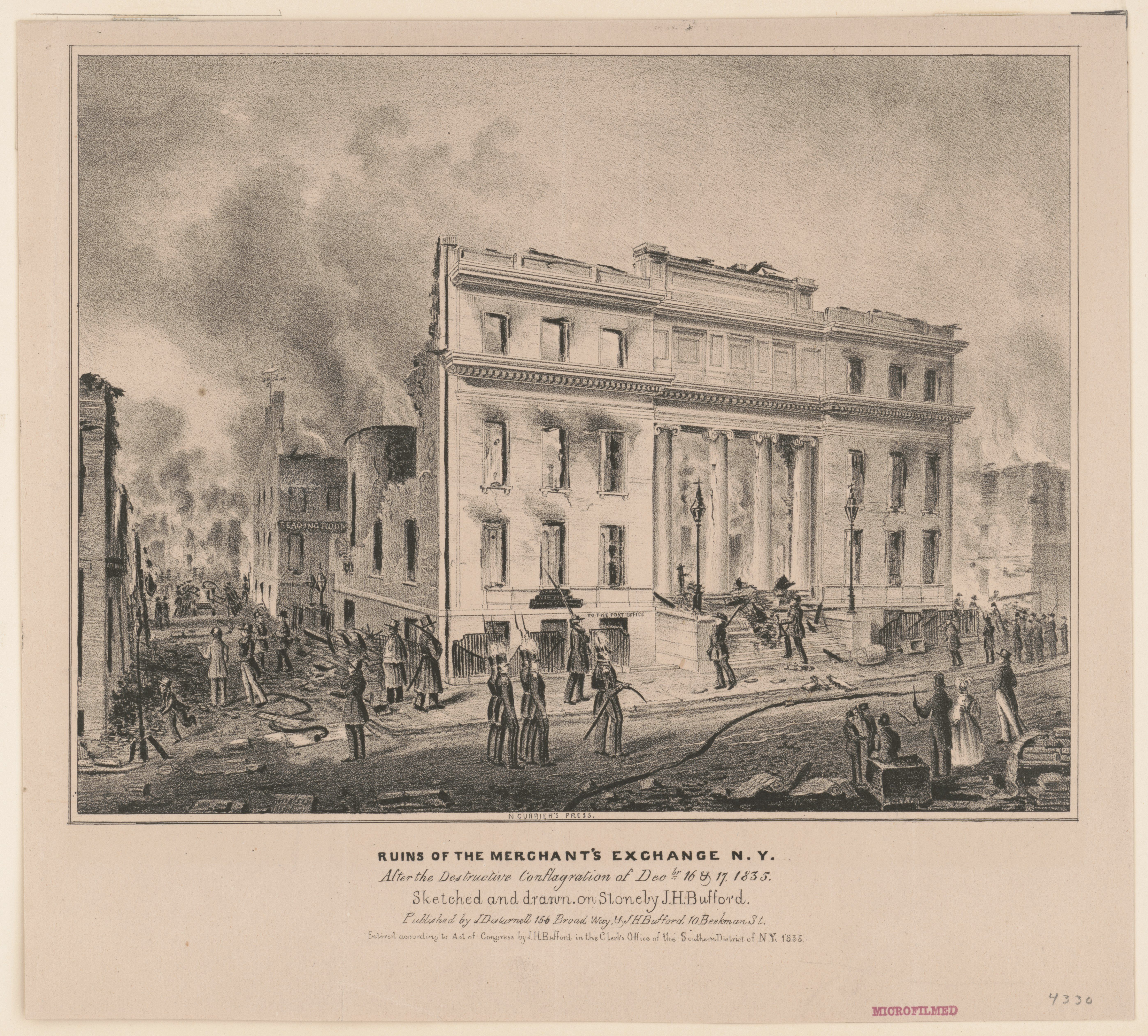
Ruínas da Merchant's Exchange NY após a conflagração destrutiva de 16 e 17 de dezembro de 1835
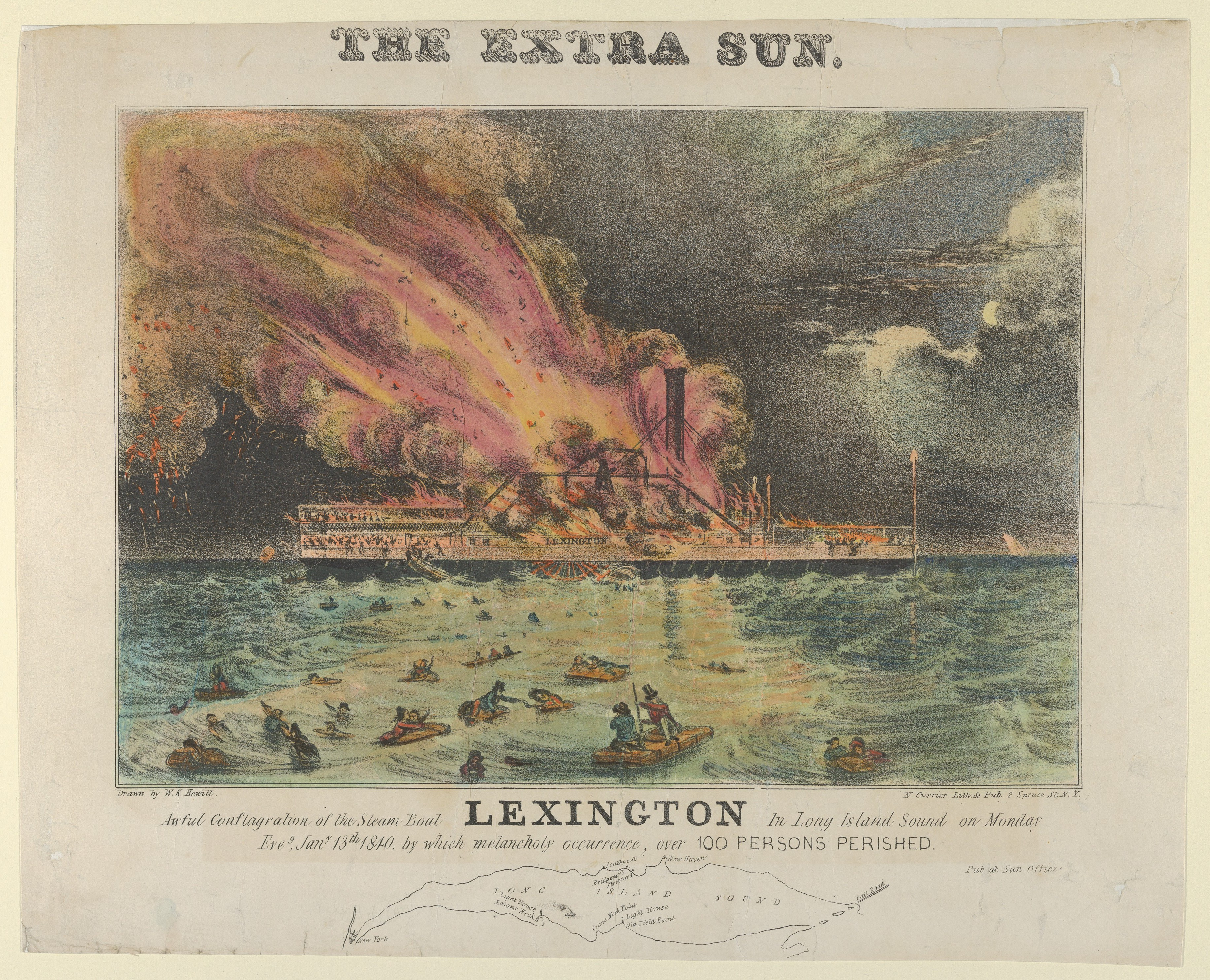
Terrível conflagração do barco a vapor 'Lexington' em Long Island Sound na segunda-feira Eveg 13 de janeiro de 1840, pela qual a ocorrência melancólica de mais de 100 pessoas pereceram
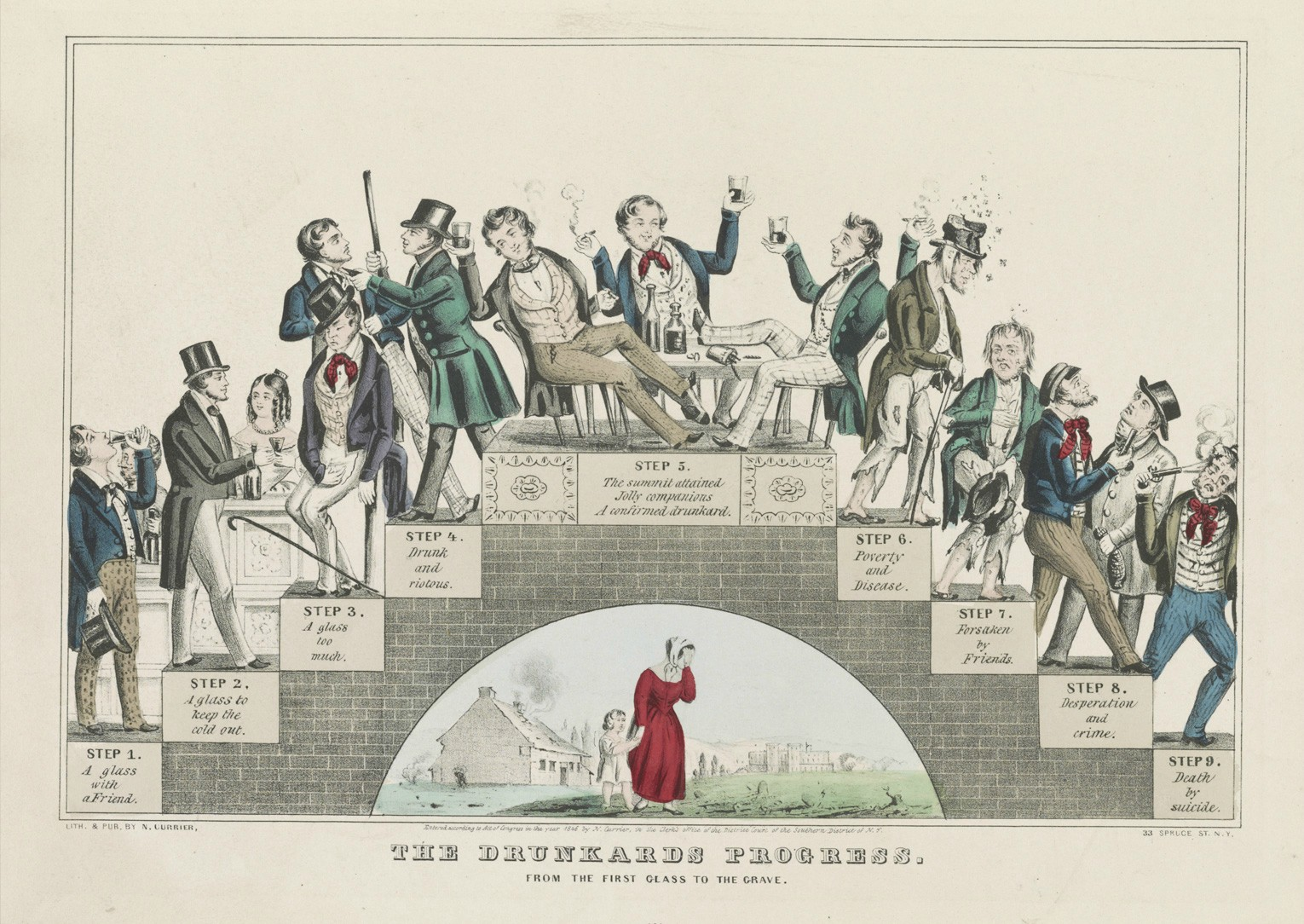
The Drunkard's Progress, uma litografia que apoia o movimento de temperança, 1846
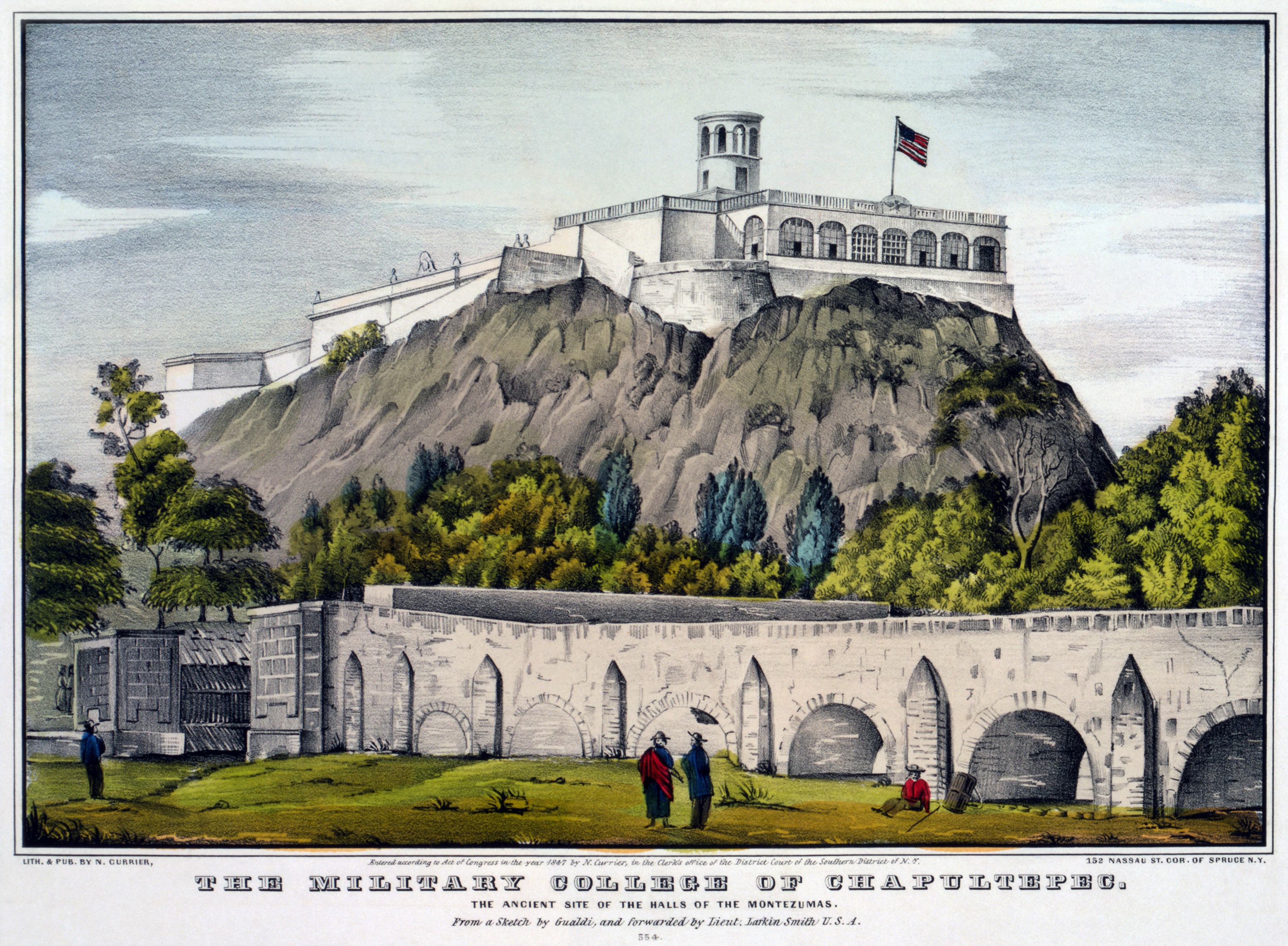
"Faculdade Militar em Chapultepec", litografia pintada à mão publicada por Nathaniel Currier como único proprietário, c. 1847
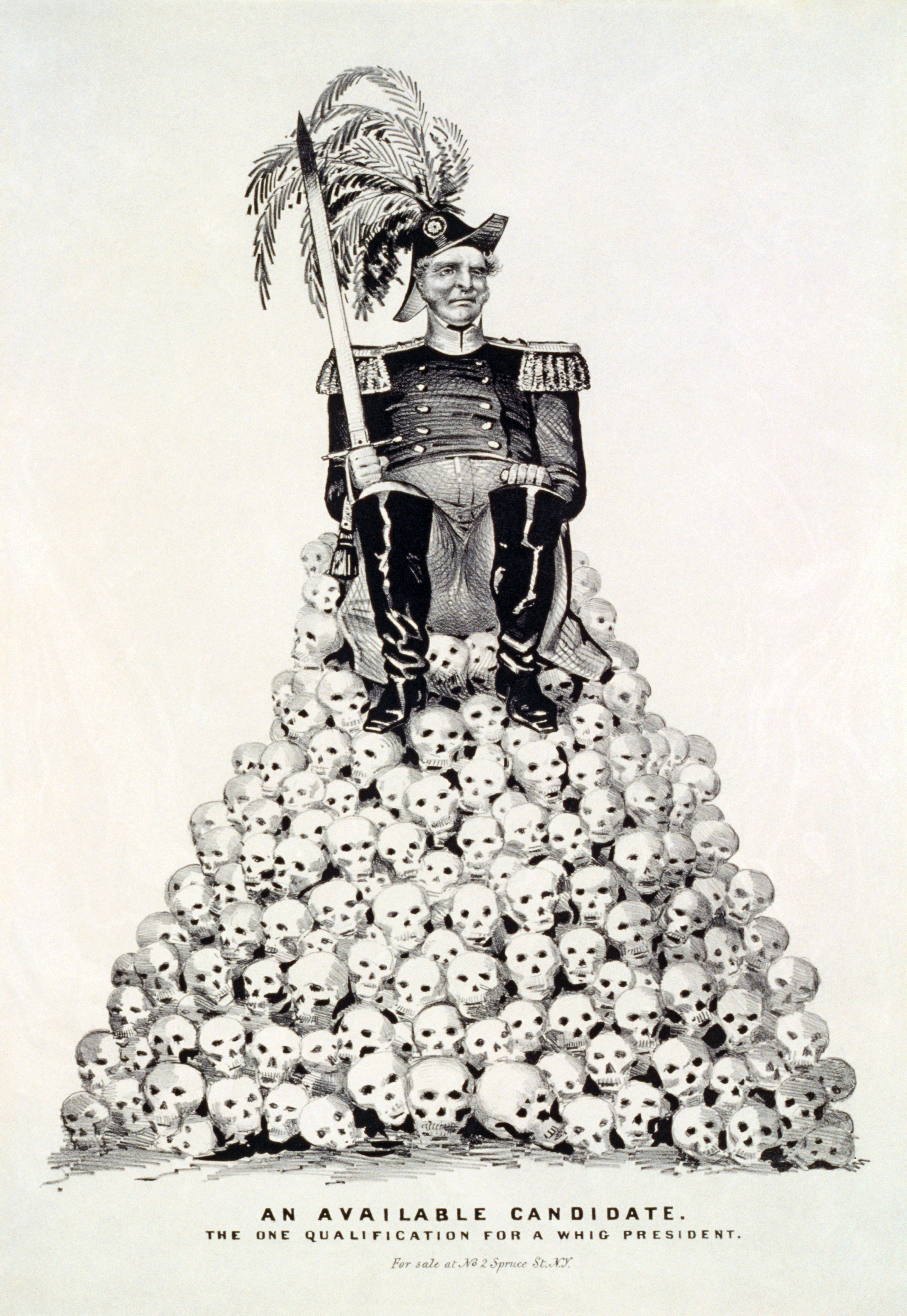
"Um candidato disponível: A única qualificação para um presidente Whig". Caricatura política sobre a eleição presidencial de 1848 que se refere a Zachary Taylor ou Winfield Scott, os dois principais candidatos à indicação do Partido Whig após a Guerra Mexicano-Americana. Publicado em 1848, restaurado digitalmente.
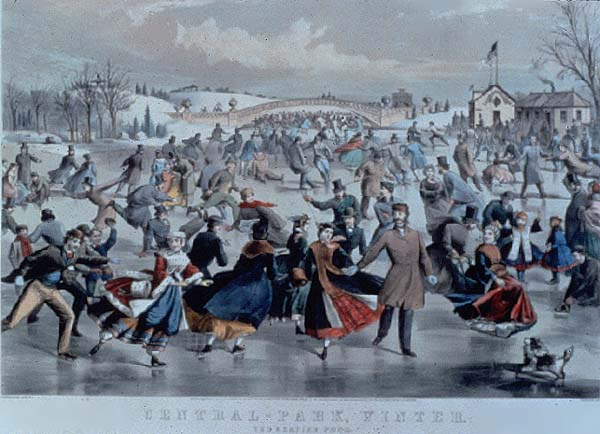
Central-Park, Winter: The Skating Pond, de Currier & Ives 1862
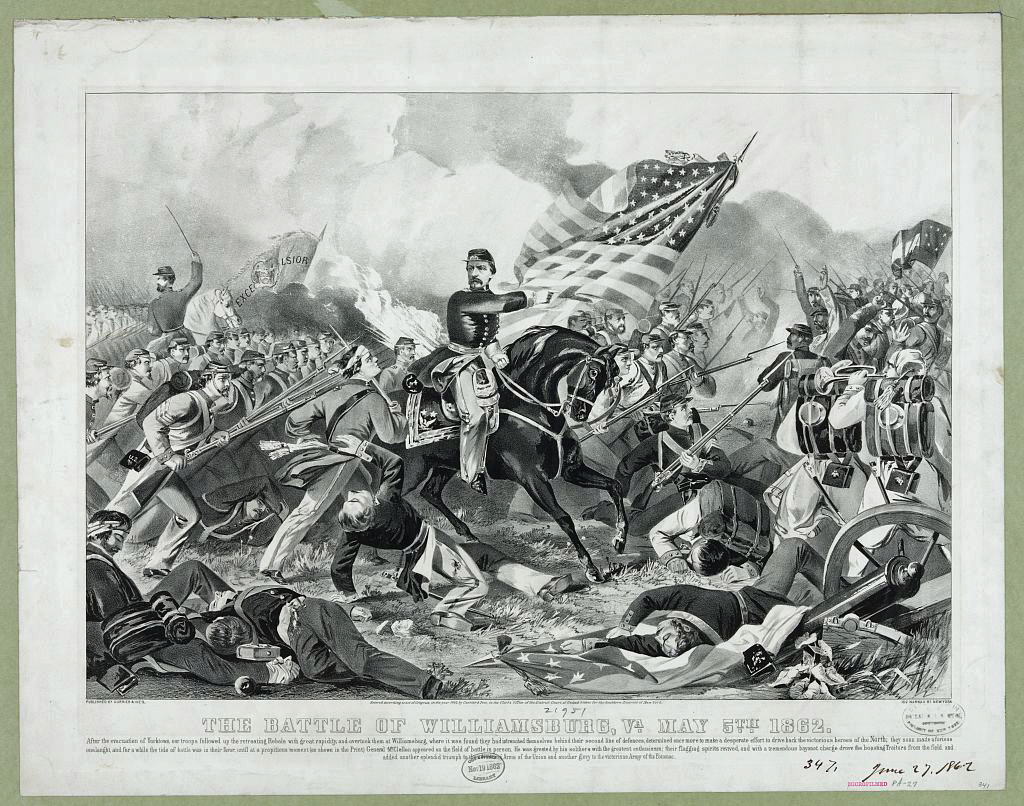
Batalha da Guerra Civil de Williamsburg, 1862
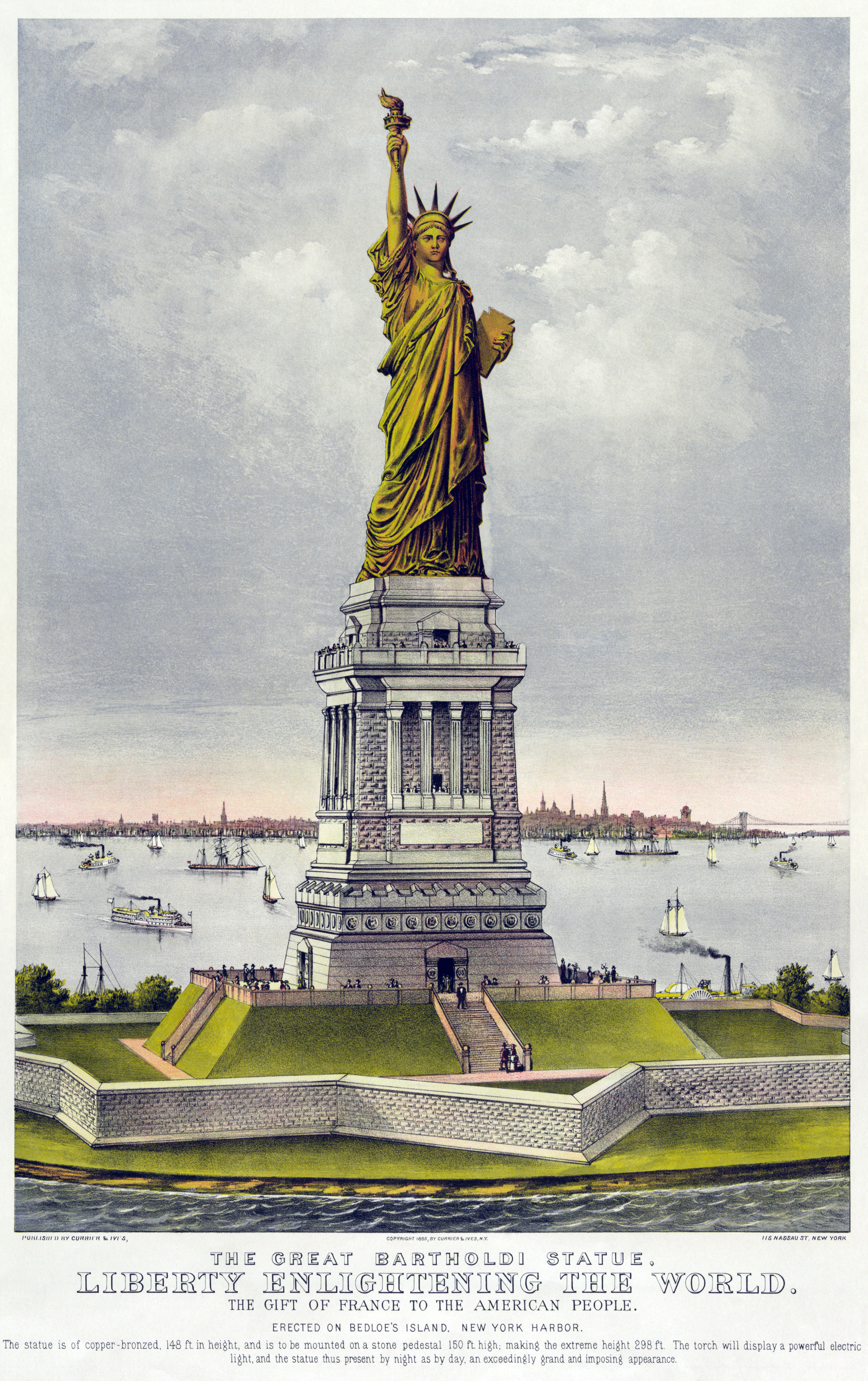
A Estátua da Liberdade: A Grande Estátua de Bartholdi, Liberdade iluminando o mundo: o presente da França para o povo americano